# Tjoe de Paula
Tjoe de Paula (Santo Domingo, 15 februari 1981) is een voormalig Nederlands-Dominicaans professioneel basketballer.

## Carrière
De Paula begon zijn carrière in het seizoen 2001/02 bij Noordkop Den Helder. In zijn eerste seizoen werd hij verkozen tot de Eredivisie Rookie of the Year. De Paula speelde van 2011 tot 2015 bij Aris Leeuwarden in de DBL. In het seizoen 2012-13 bereikte hij met Aris de Finale van de Play-offs. De Paula bleef bij Aris spelen tot aan het einde van het seizoen 2014-15. Na dit seizoen trok hij zich terug uit de eredivisie.
In het seizoen 2015-16 begon De Paula bij De Hoppers in de Promotiedivisie, maar in februari tekende hij (na het vertrek van Yannick Franke) bij Donar, waarmee hij landskampioen werd. Het seizoen erop won hij met Donar de supercup, de beker en het kampioenschap, waardoor Donar de eerste club in Nederland werd die de triple won. De Paula zelf won hierdoor in een tijdsbestek van 16 maanden in totaal 4 prijzen.
In het seizoen 2017-18 speelde De Paula voor Den Helder Suns. Hij kondigde aan na dit seizoen te stoppen als prof-basketballer en ter ere van hem trok Den Helder zijn rugnummer 5 terug.

## Erelijst
Donar
- Nederlands kampioen (2): 2016, 2017
- NBB-Beker (1) 2017
- Supercup (1) 2017

Individuele prijzen
- DBL Rookie of the Year: 2002